# Алык
Алык (Элик, Алик) (азерб. Əlik) — село в Губинском районе Азербайджана, в 4 км к югу от села Джек. Центр муниципального образования, в которое также входят населённые пункты Джек и Хапут.
В настоящее время в селении имеется около 50 домов и проживает около 300 жителей. Почти всё население является коренным (см. Шахдагские народы), в быту использует алыкский диалект крызского языка. Большинство жителей также владеет азербайджанским языком.
Основное занятие населения — овцеводство.
Селение находится на склонах Главного Кавказского хребта на высоте около 1700 м над уровнем моря. Климат — суровый, с холодной зимой и прохладным летом.

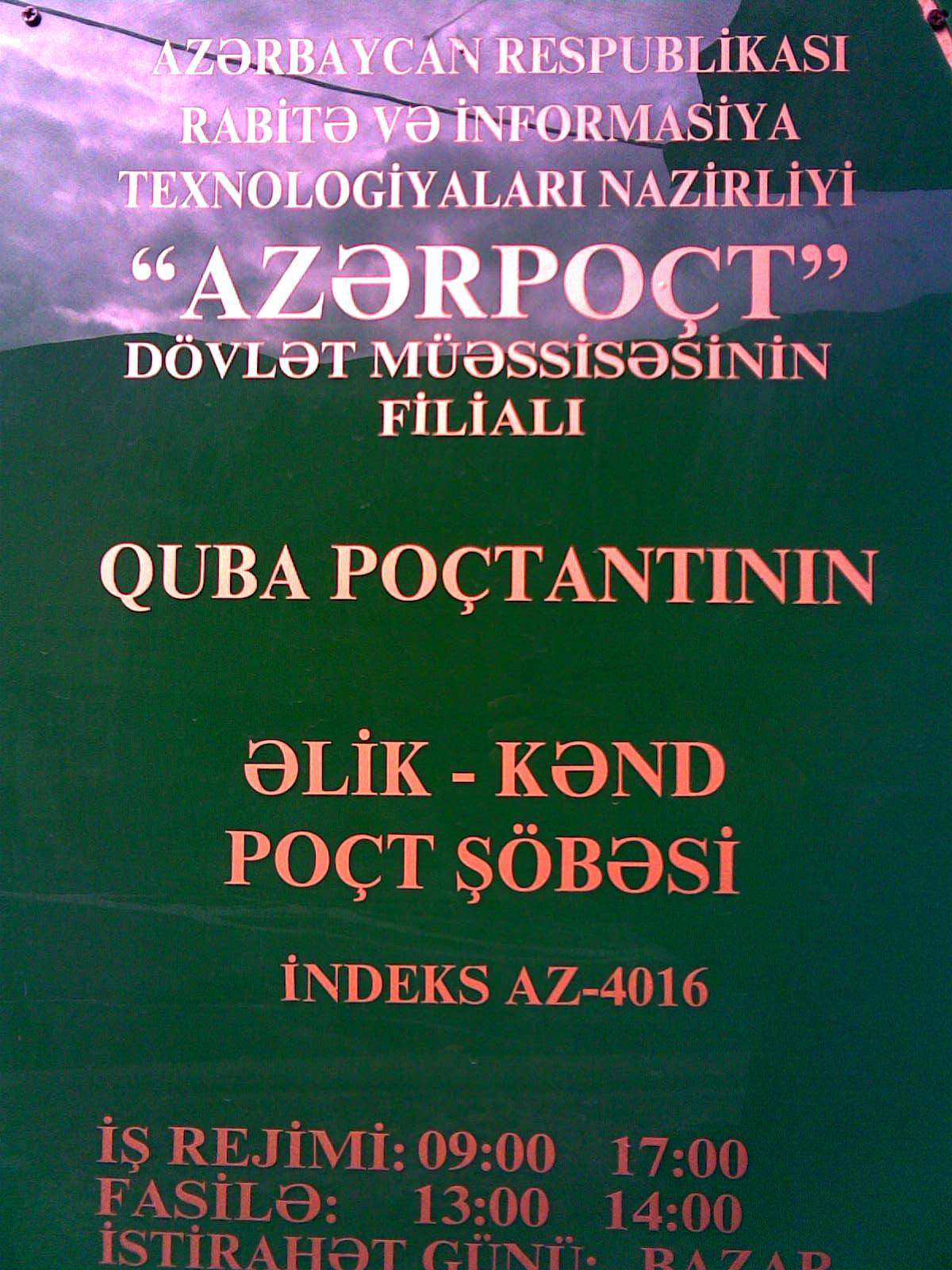
Сельское почтовое отделение

Имеется медпункт, почтовое отделение, девятиклассная школа с обучением на азербайджанском языке (в других селениях муниципального образования — лишь четырёхклассные). Впрочем, многие дети (особенно девочки) заканчивают лишь 4 класса.
Через селение проходит асфальтированная дорога местного значения Губа — Хыналыг.

## Известные уроженцы
- Гамбар Бекбалаев — Генеральный директор Государственного предприятия «Азерпочта»[3]

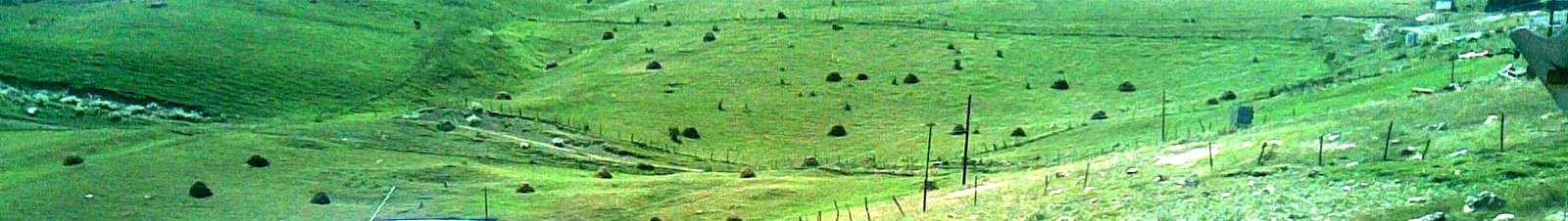
Панорамы дорожные Алык-Джек